# Université de Sherbrooke
Université de Sherbrooke är ett universitet i provinsen Québec i Kanada. Huvudcampuset och ett medicinskt campus ligger i Sherbrooke, men det finns också ett campus i Longueuil och medicinsk utbildning på flera andra platser.
Université de Sherbrooke placerade sig på plats 651-700 2020 i QS Universitetsvärldsrankning över världens bästa universitet.